# Issus
Issus ist eine französische Gemeinde mit 657 Einwohnern (Stand: 1. Januar 2022) im Département Haute-Garonne in der Region Okzitanien (vor 2016 Midi-Pyrénées). Sie gehört zum Arrondissement Toulouse und zum Kanton Escalquens. Die Einwohner werden Issussiens genannt.

## Geographie
Die Gemeinde Issus liegt an der Aïse, etwa 22 Kilometer südsüdöstlich von Toulouse in der Landschaft Lauragais. Umgeben wird Issus von den Nachbargemeinden Montbrun-Lauragais im Norden und Nordosten, Pouze im Nordosten, Noueilles im Osten, Auragne im Süden, Labruyère-Dorsa und Grépiac im Südwesten sowie Venerque im Westen.

## Bevölkerungsentwicklung
| Jahr                       | 1962 | 1968 | 1975 | 1982 | 1990 | 1999 | 2011 | 2020 |
| Einwohner                  | 218  | 198  | 172  | 211  | 247  | 291  | 470  | 620  |
| Quellen: Cassini und INSEE |      |      |      |      |      |      |      |      |

## Sehenswürdigkeiten

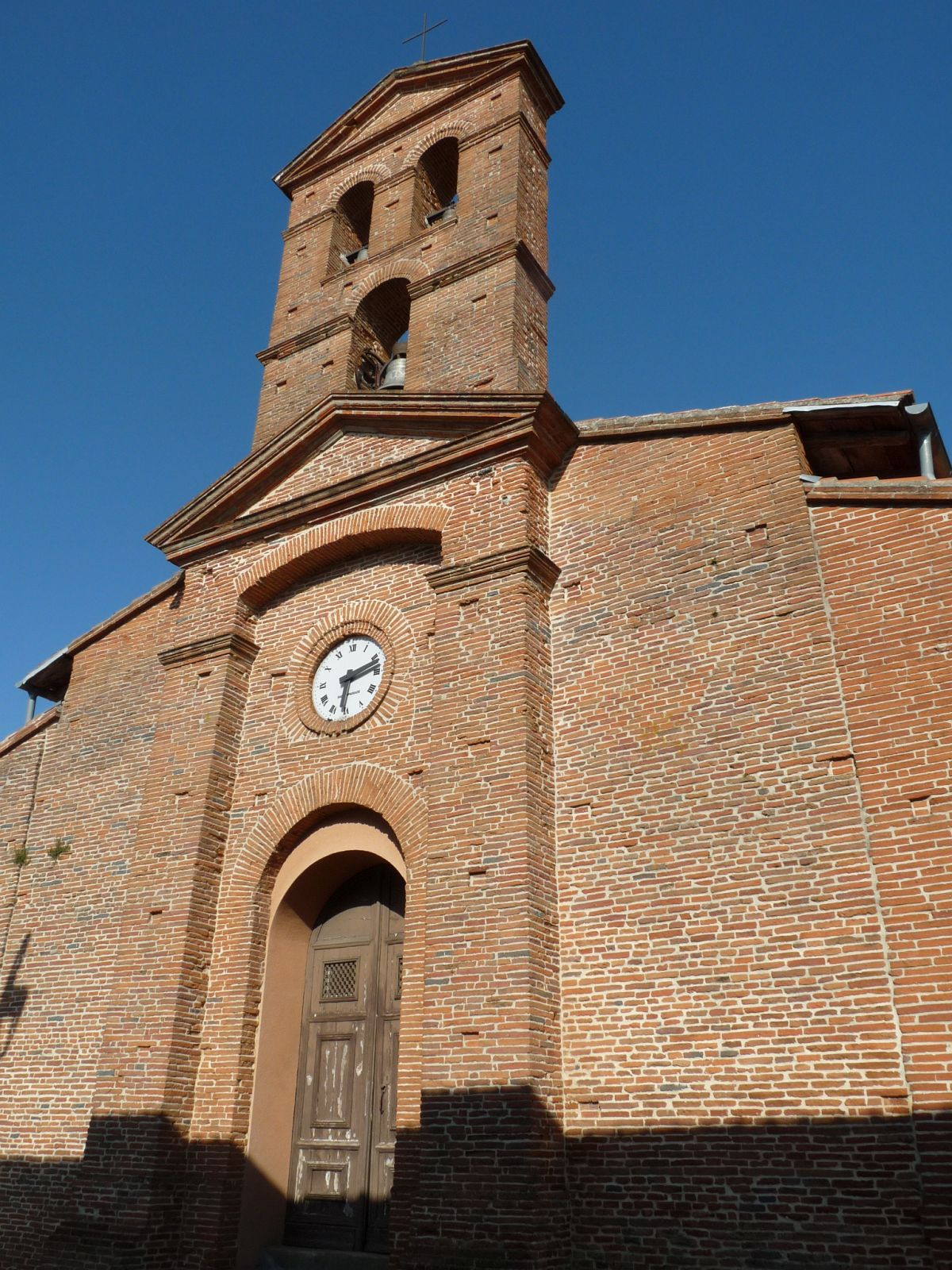
Kirche Saint-Sernin
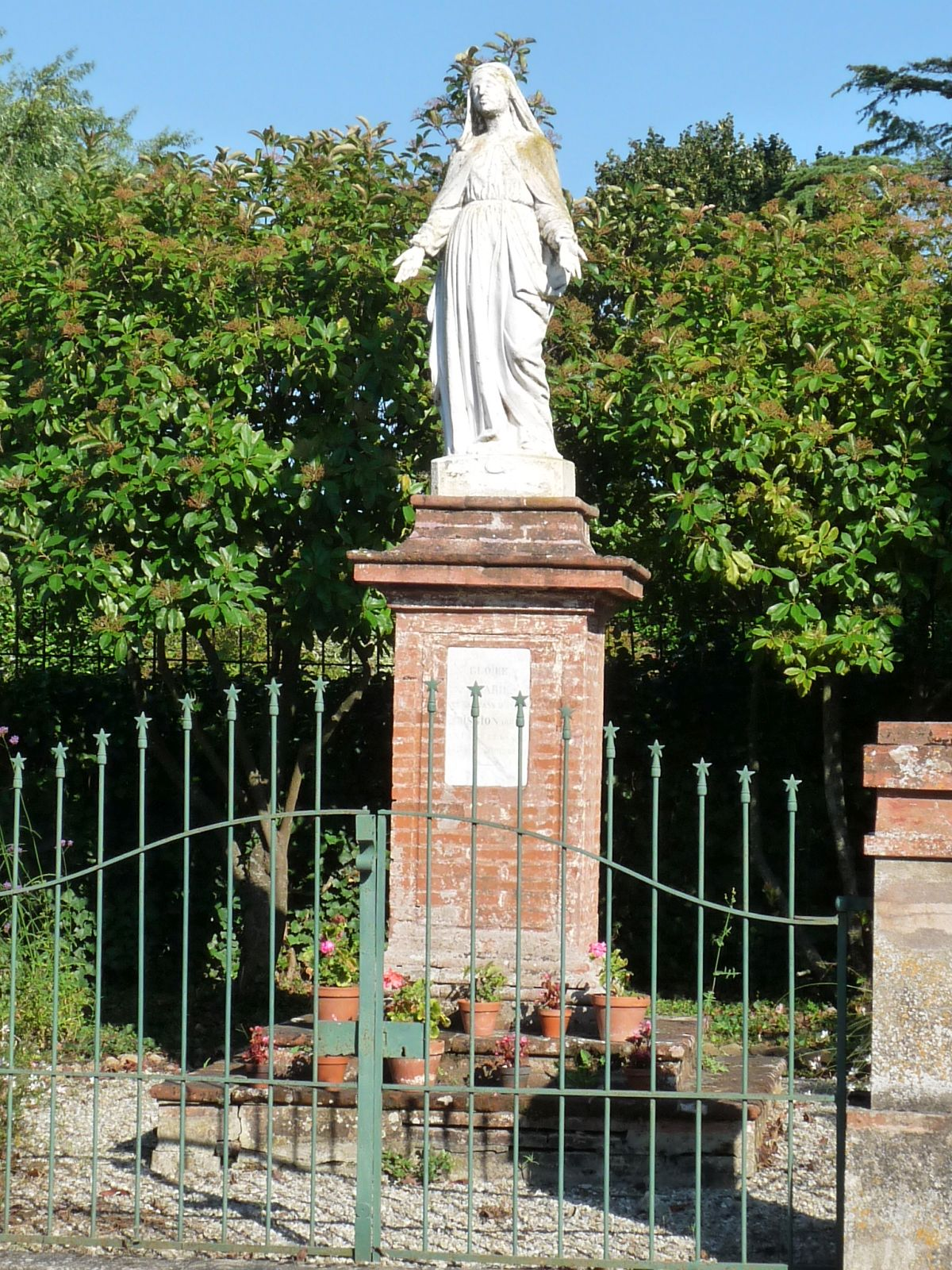
Marienstatue
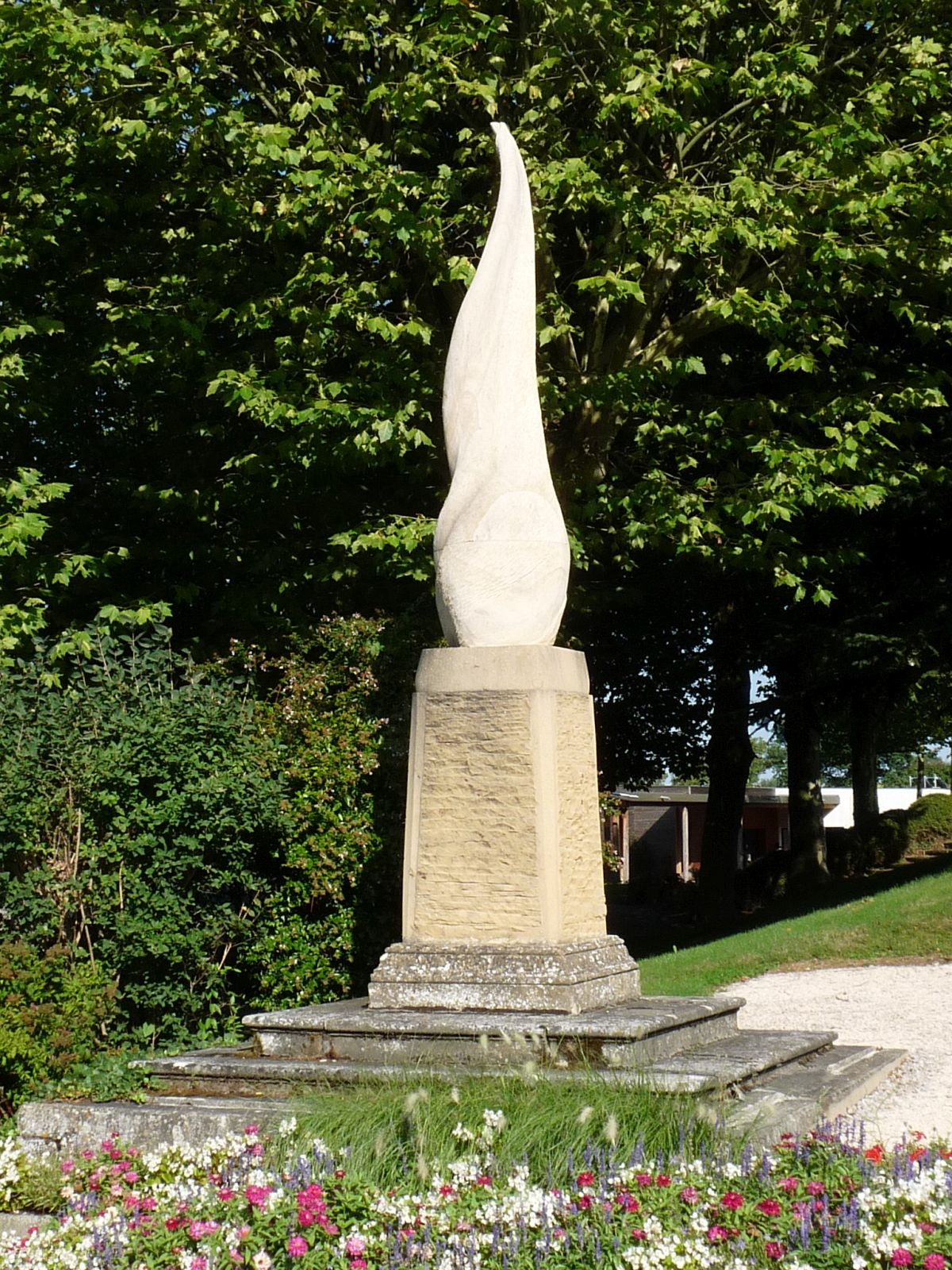
Gefallenendenkmal
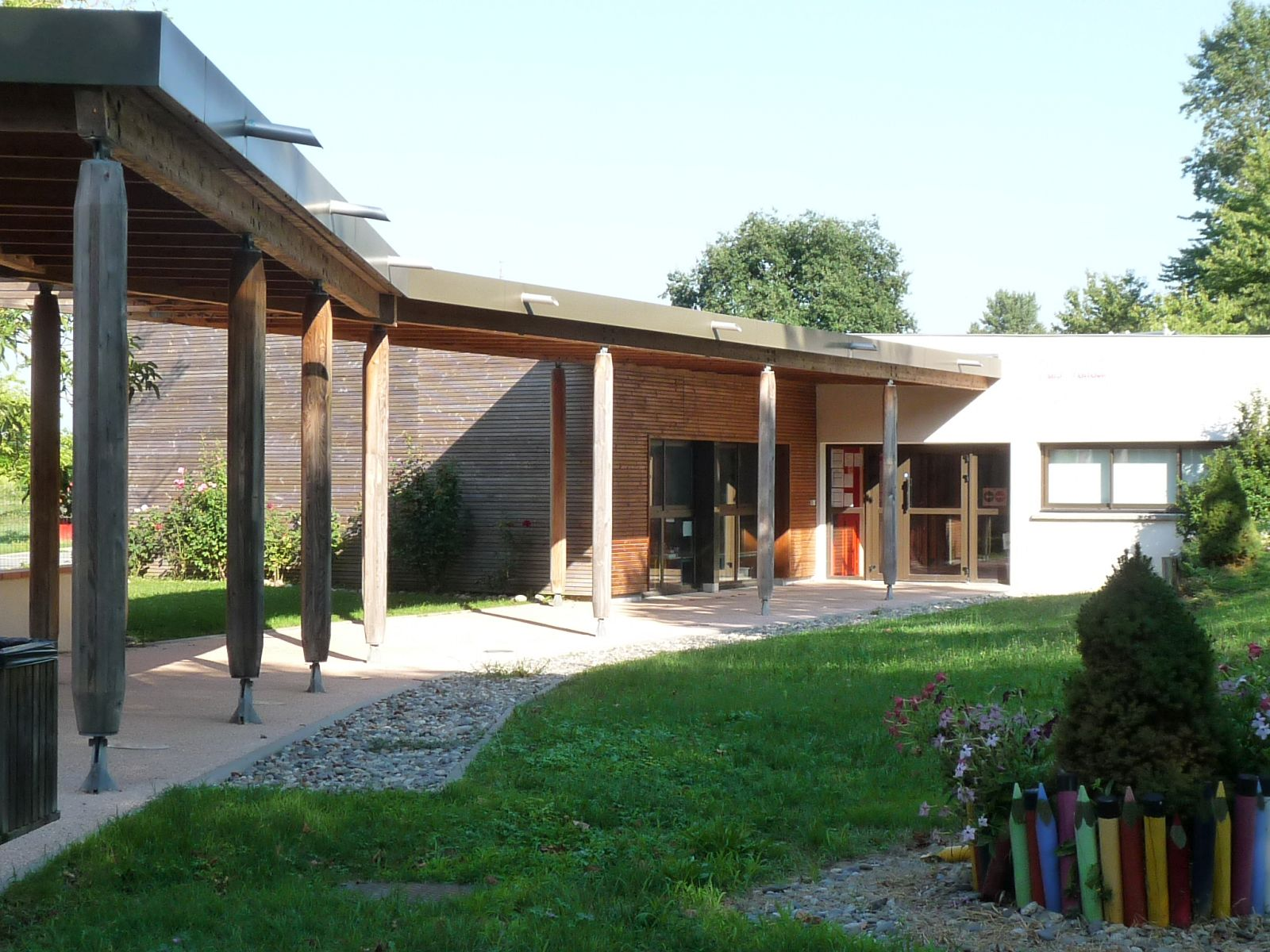
Grundschule
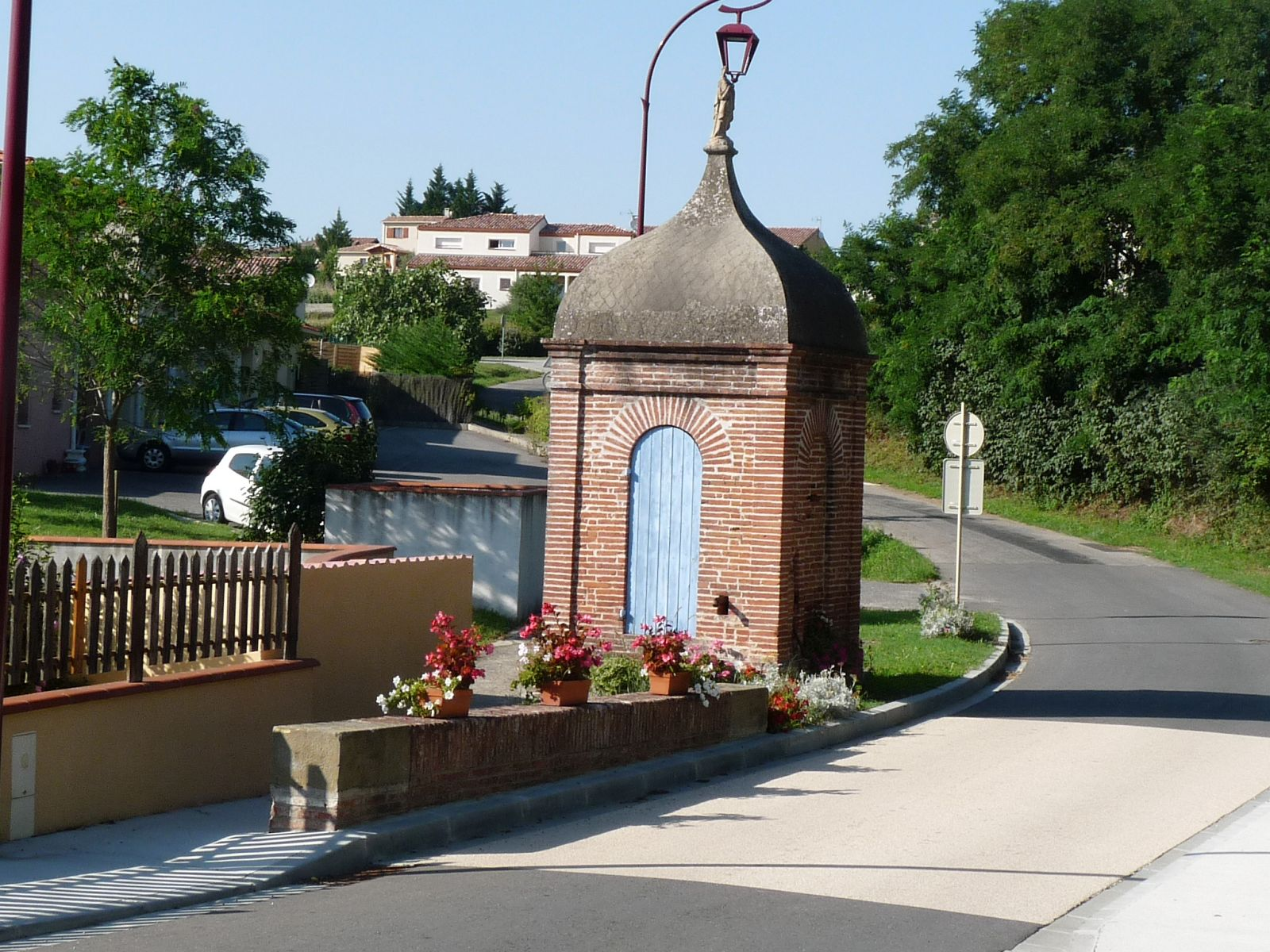
Brunnenhaus

- Altes Schloss

- Kirche Saint-Sernin
- Marienstatue
- Gefallenendenkmal
- Grundschule
- Brunnenhaus